# Brunnsgatan, Jönköping

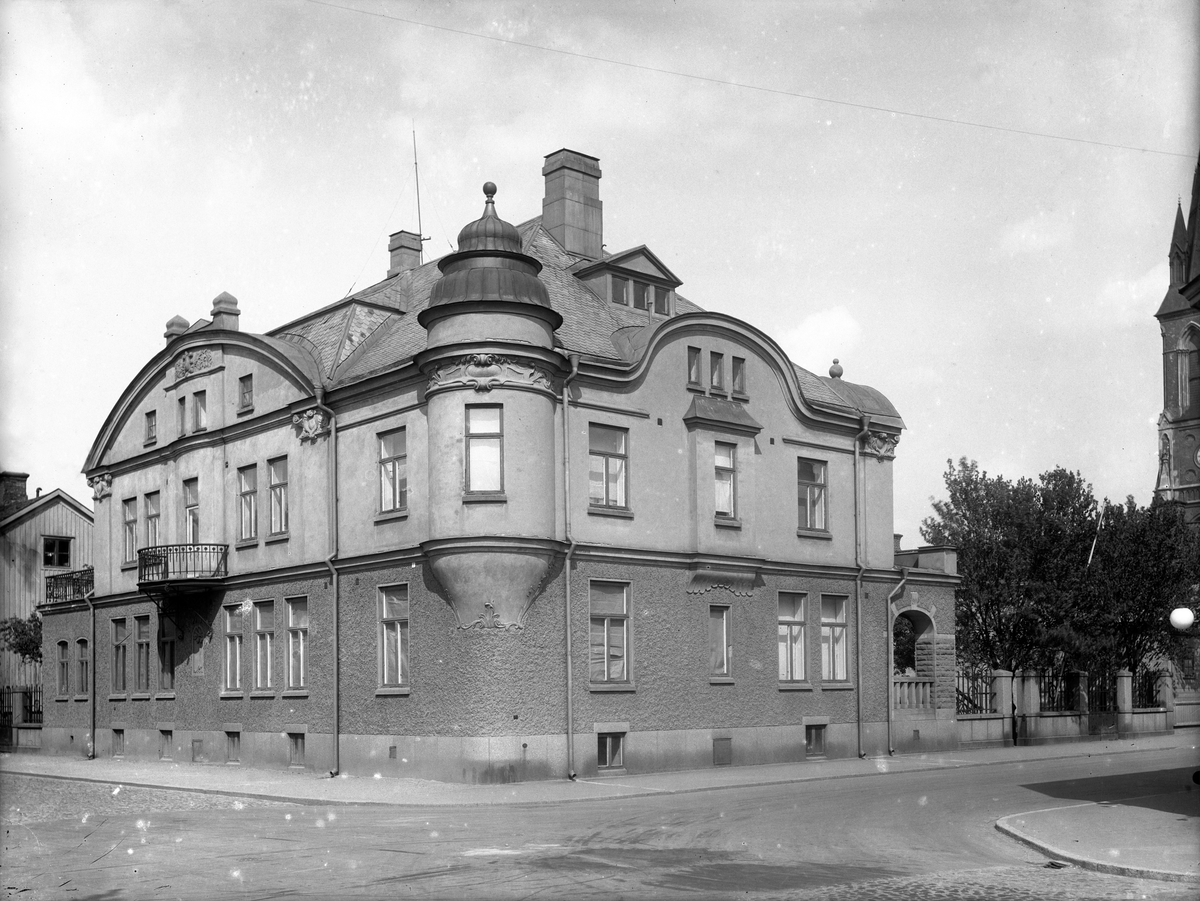
Herman Engströms hus på Brunnsgatan 20/Kapellgatan 9

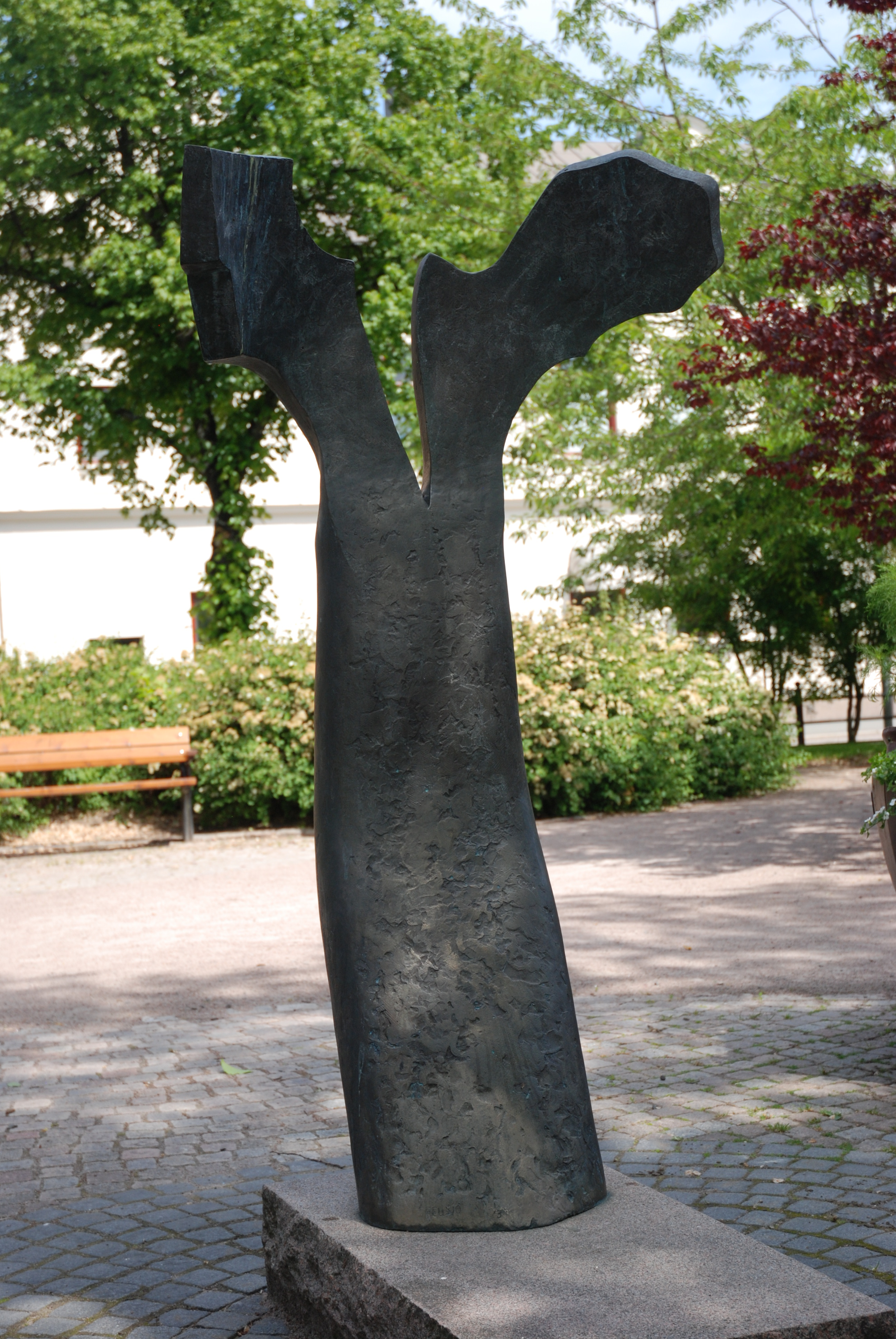
Nike – fredsskulptur till Olof Palmes minne i Olof Palmes park

Brunnsgatan är en gata på Väster i Jönköping, som sträcker sig från Jönköpings hamnstation vid Munksjön västerut över Junebäcken till S:t Paulsgatan på Bäckalyckan.
Brunnsgatan har sitt namn efter en brunn, som förr låg i själva gatan, något väster om korsningen med Kyrkogatan.
Gatan lades ut på från 1860-talet, med början på sträckan Kyrkogatan–Trädgårdsgatan. Den första byggnaden öster om Kyrkogatan var dåvarande Västra folkskolan i korsningen med Kyrkogatan, som uppfördes 1863 på mark som tidigare varit den yttre delen av Jönköpings slotts försvarsverk.
Olof Palmes park ligger som en del av Västra torget väster om korsningen Brunnsgatan/Kapellgatan.
Spårvagnarna i Jönköping hade sin linjesträckning på den röda linjen på Brunnsgatan mellan Klostergatan och Barnarpsgatan från invigningen 1907 fram till 1939, då trafiken lades om för att gå Klostergatan hela vägen norrut till Västra Storgatan.

## Byggnader i urval
- Jönköpings hamnstation
- Gamla polishuset
- Per Brahegymnasiet
- Tekniska yrkesskolan
- Helmershus
- Folkets hus
- Sofiakyrkan
- Herman Engströms villa, Brunnsgatan 20/Kapellgatan 9, ritad av August Atterström, 1905[4]
- Jönköpings pingstkyrka

## Bildgalleri

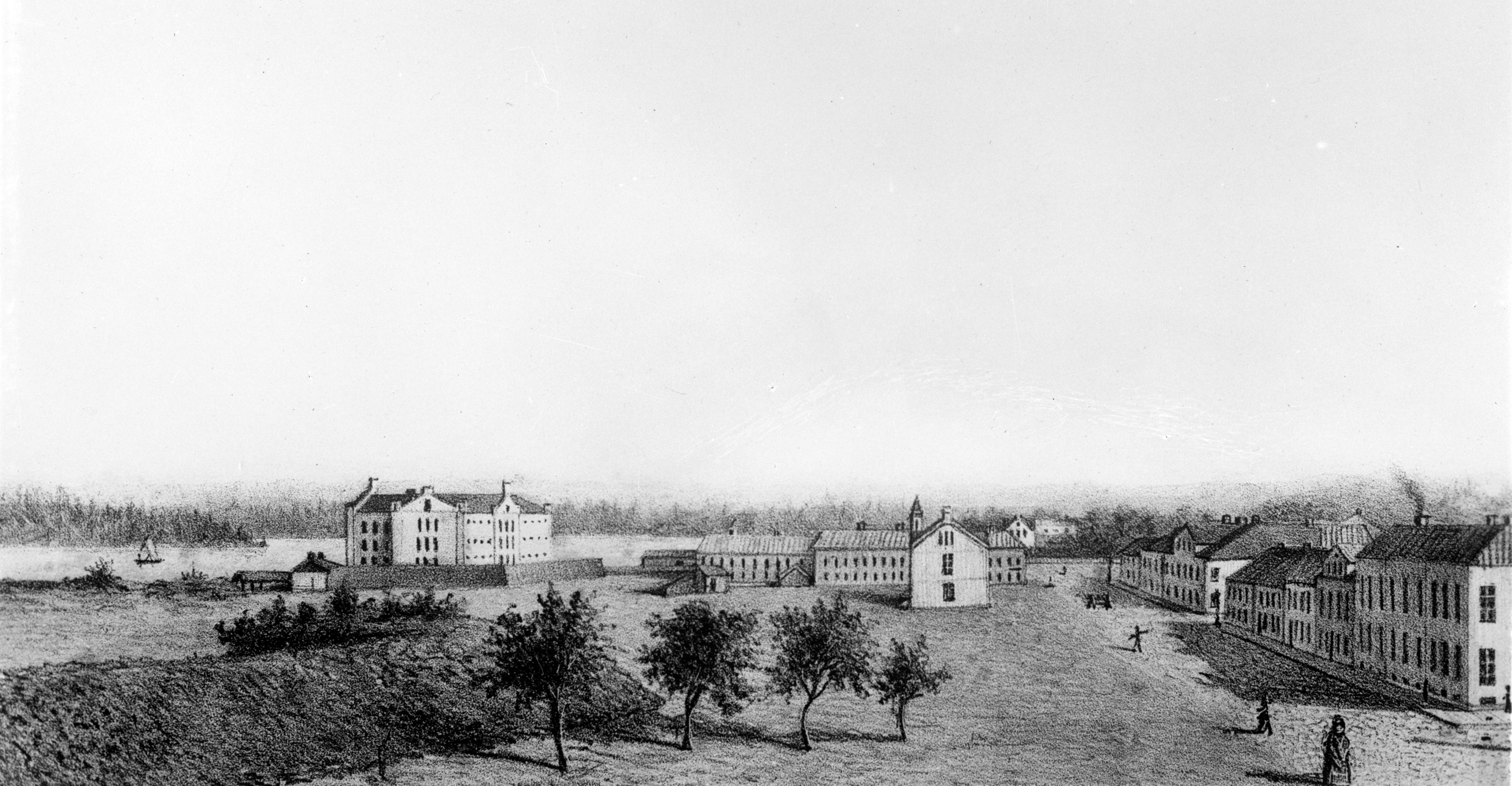
Området vid Brunnsgatan på 1860- eller 1870-talet. Rester av Jönköpings slotts befästningsverk syns till vänster, gaveln på Västra folkskolan i mitten på bilden samt Brunnsgatans mynning i Kyrkogatan till höger.
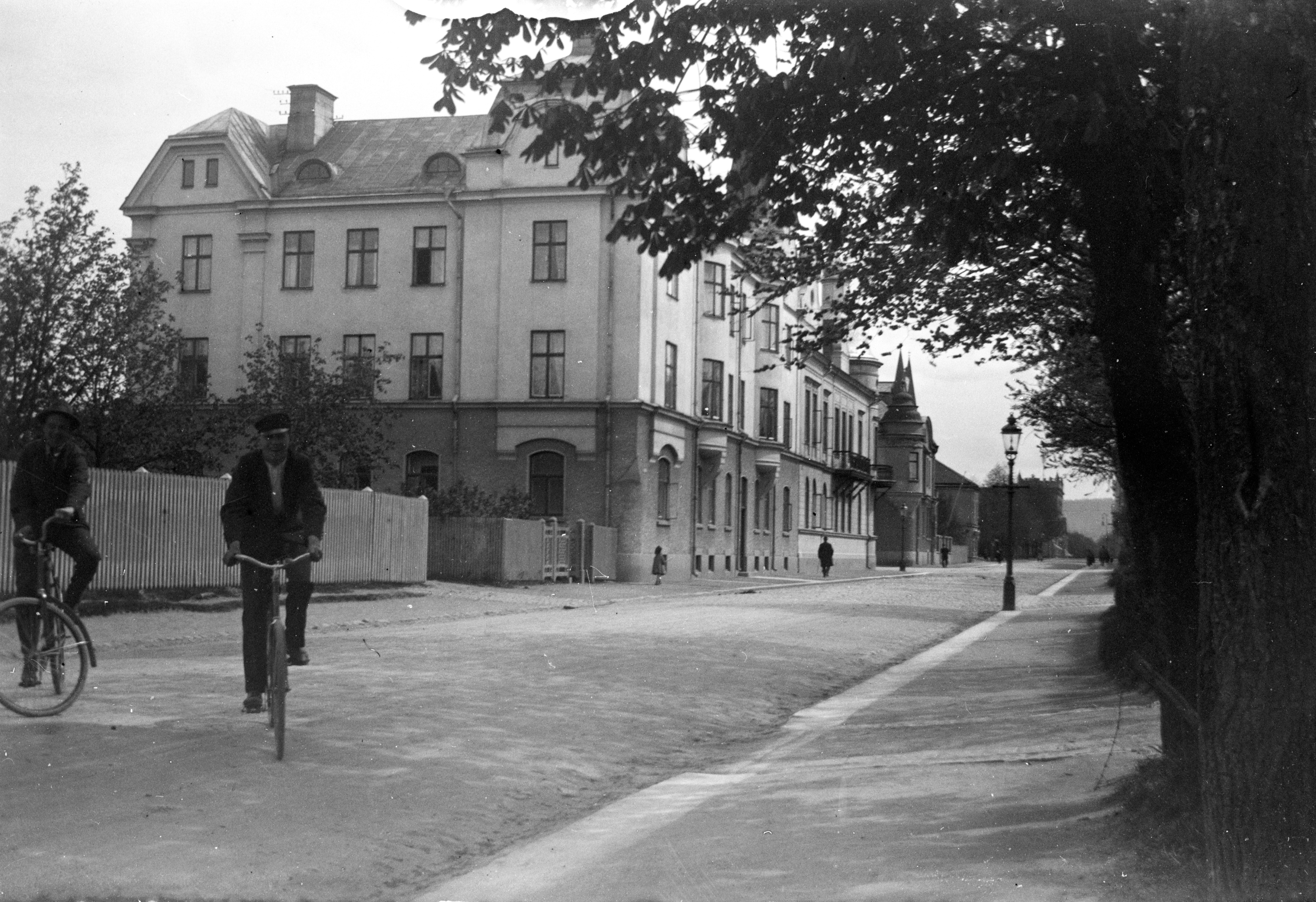
Brunnsgatan västerut. Sofiakyrkan skymtar till vänster. I fonden syns Helmershus.
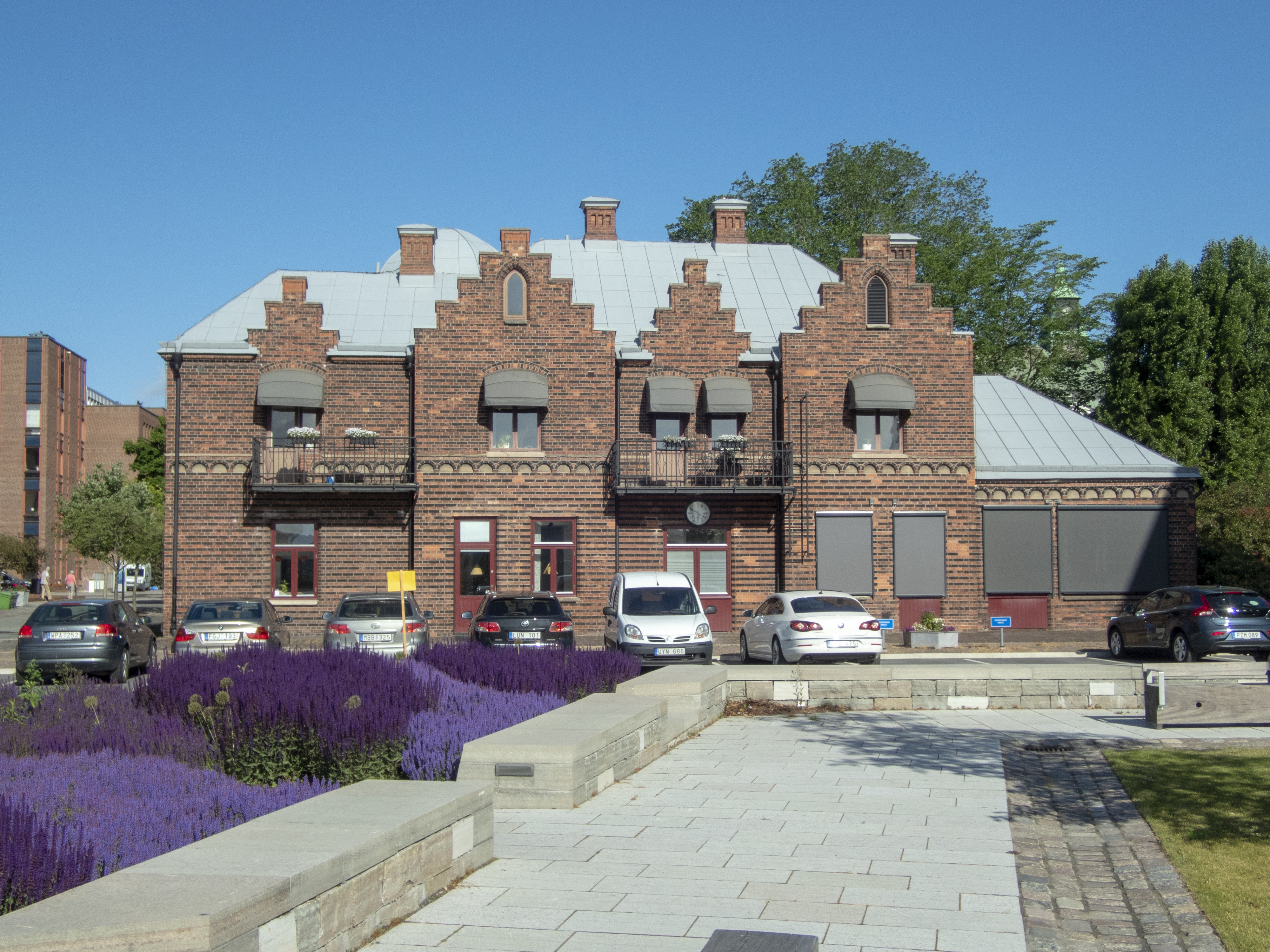
Jönköpings hamnstation
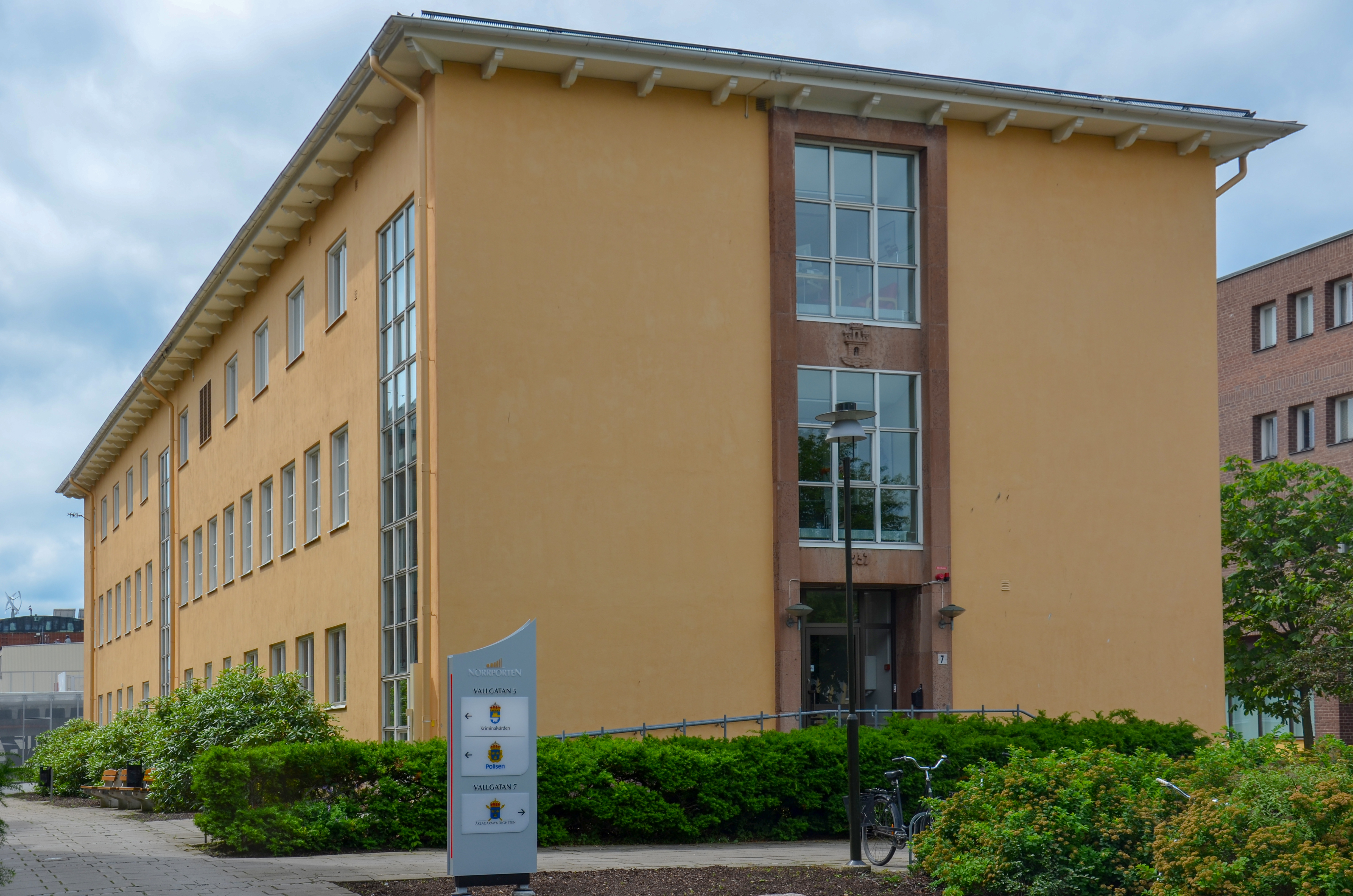
Gamla polishuset
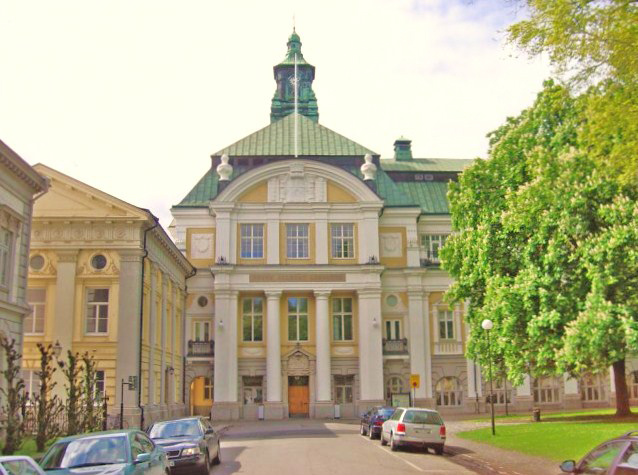
Per Brahegymnasiet
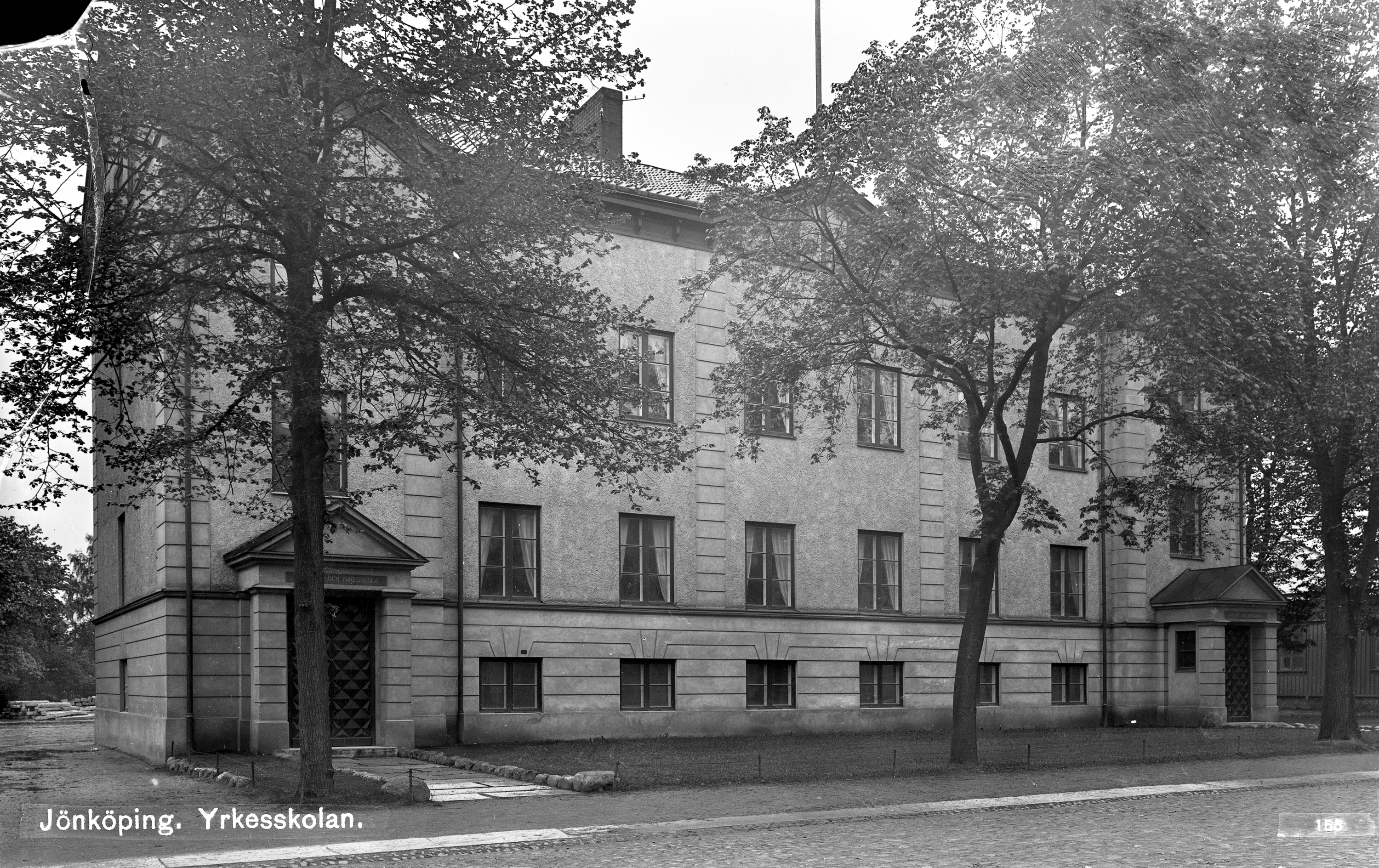
Tekniska yrkesskolan
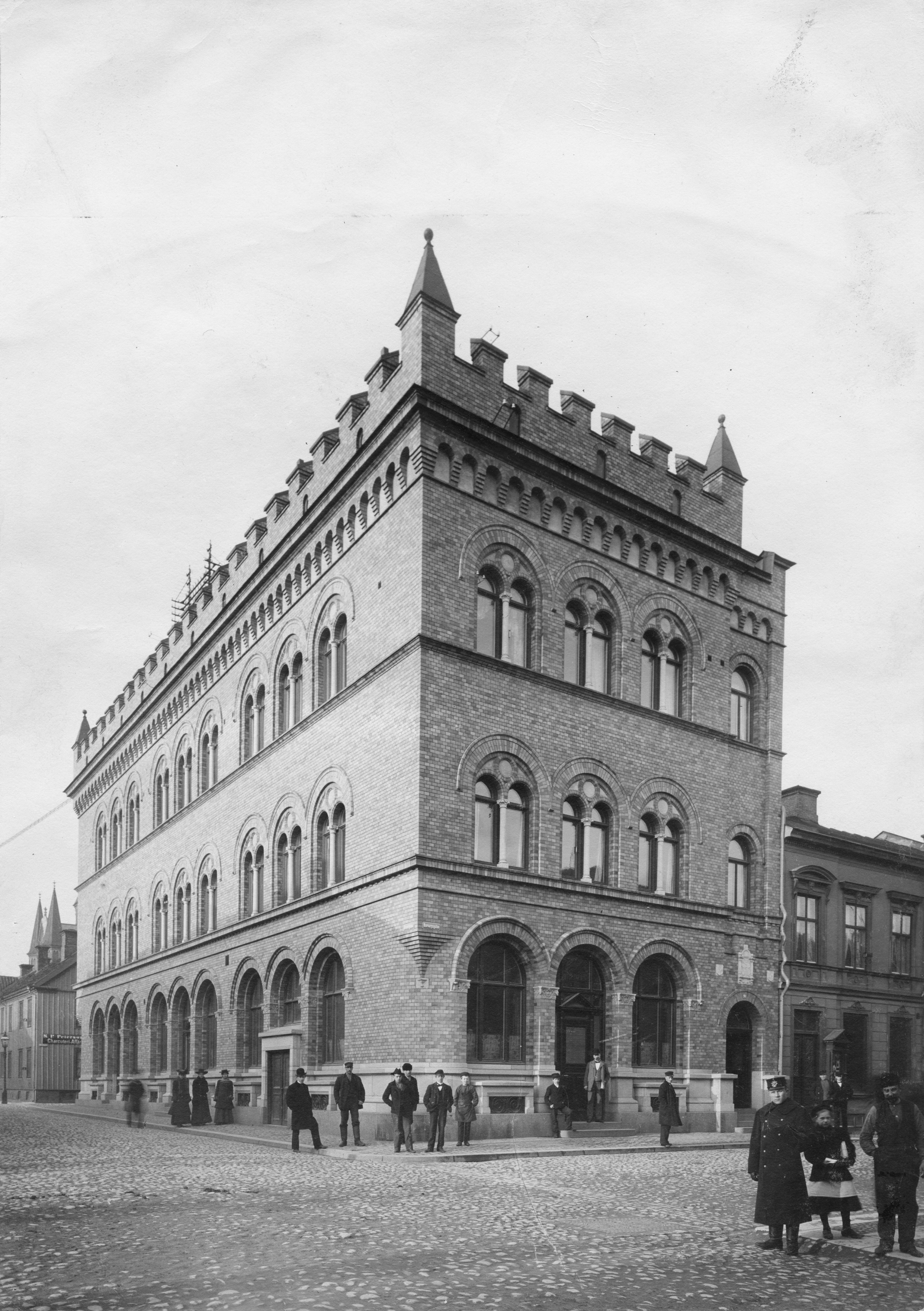
Helmershus
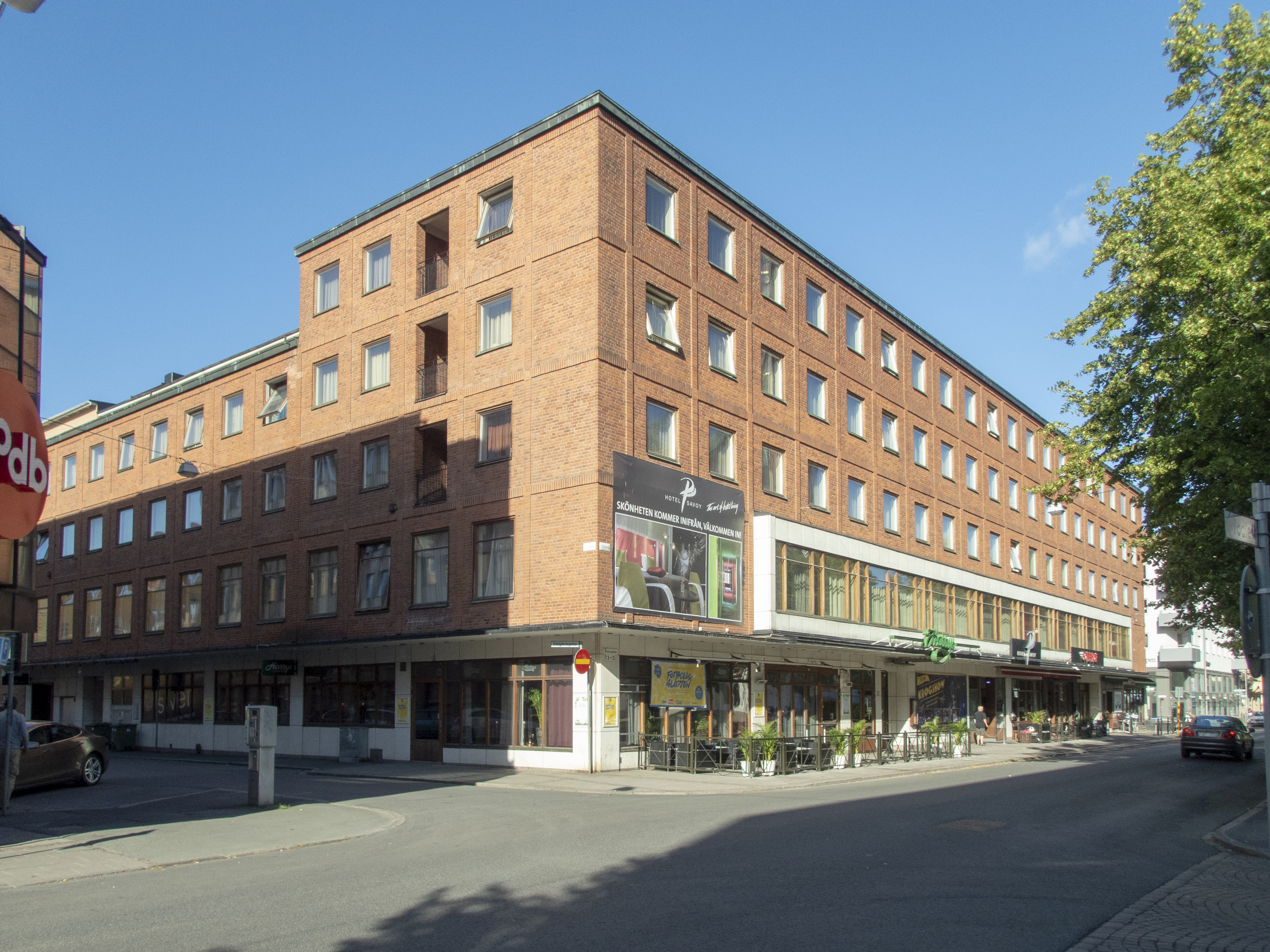
Folkets hus
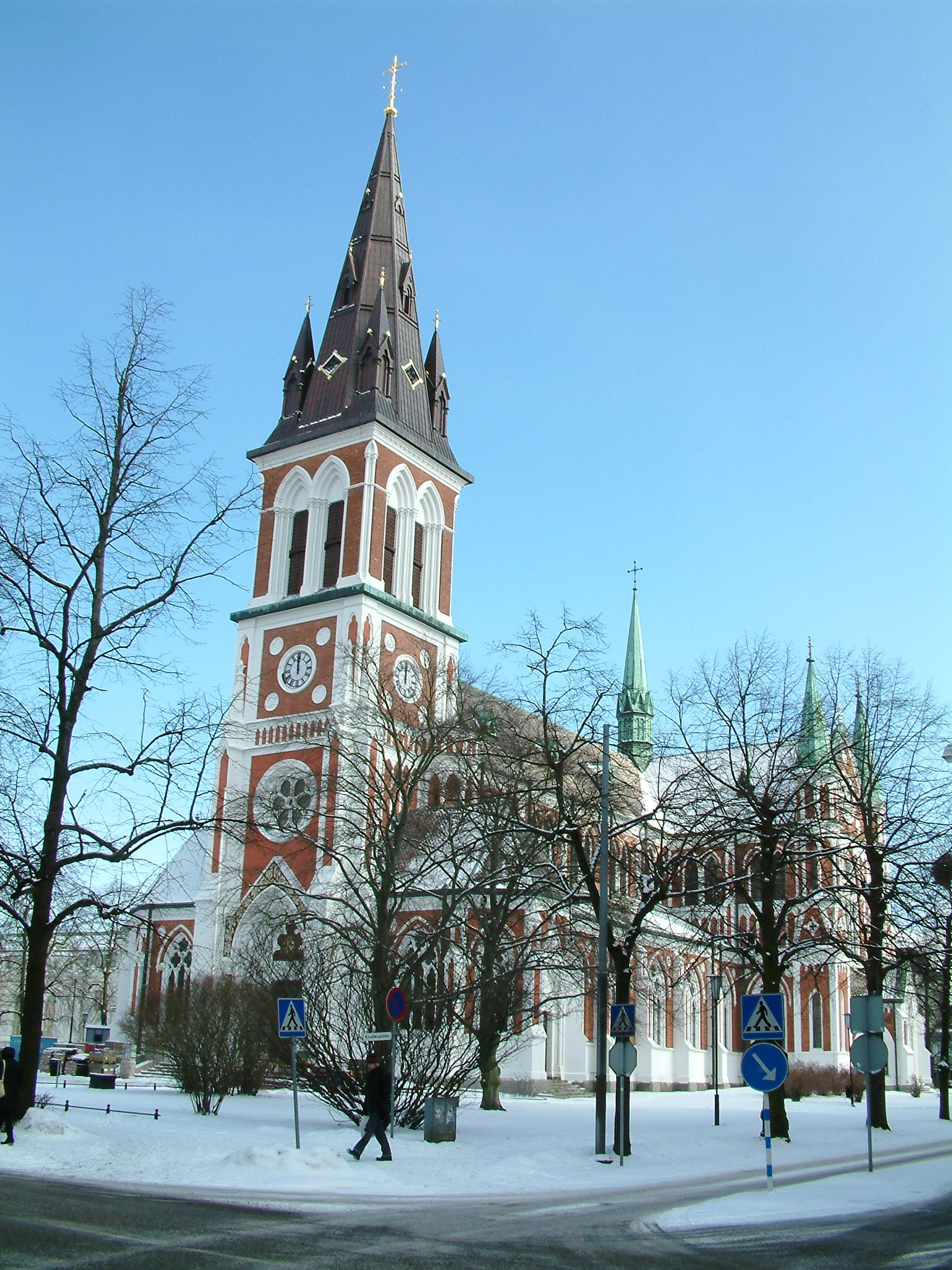
Sofiakyrkan
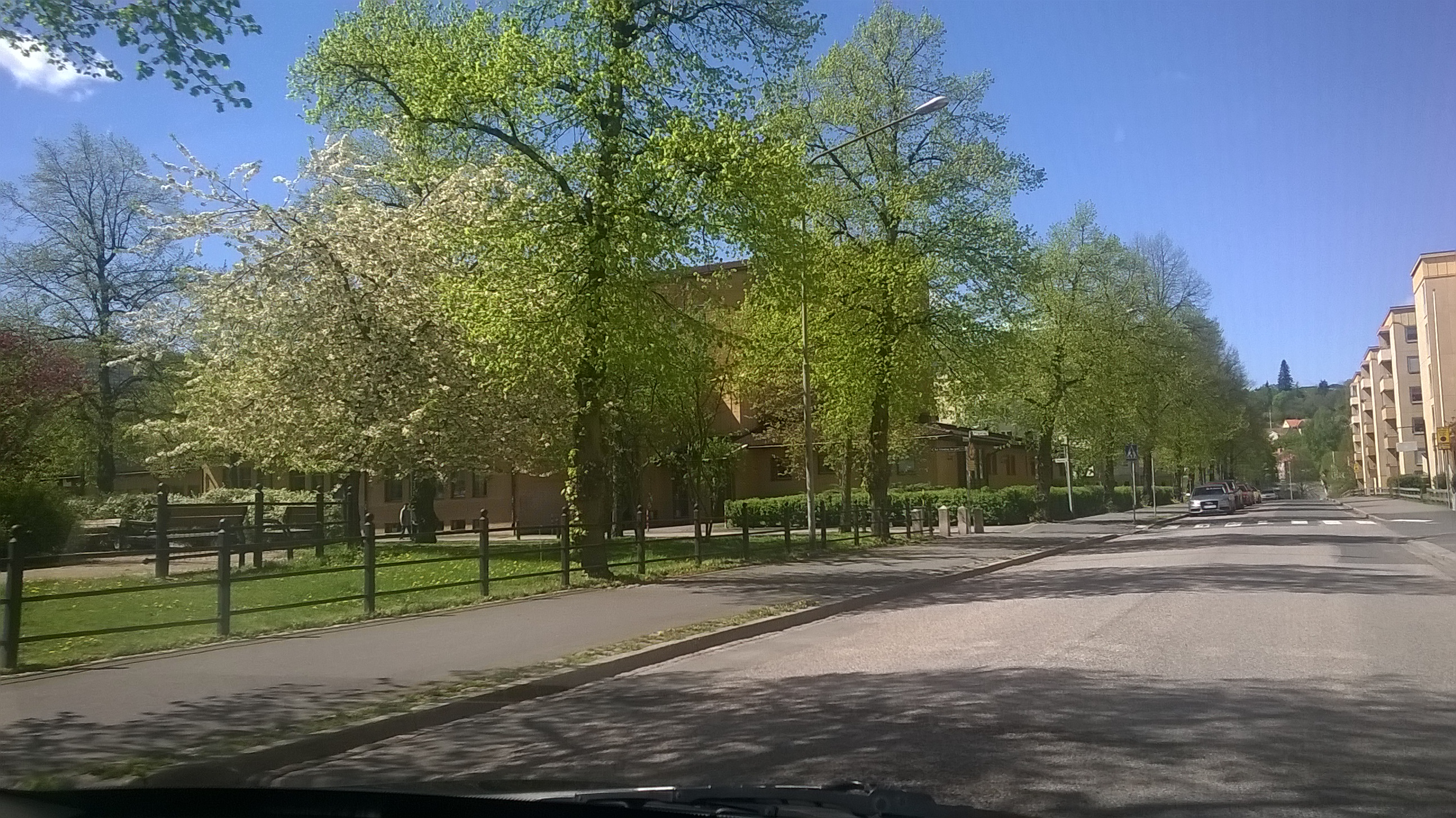
Olof Palmes park och Jönköpings pingstkyrka med Bäckalyckan i bakgrunden